# Desmodium wrightii
Desmodium wrightii är en ärtväxtart som beskrevs av Asa Gray. Desmodium wrightii ingår i släktet Desmodium och familjen ärtväxter. Inga underarter finns listade i Catalogue of Life.